# Mucracanthus
Genre
Mucracanthus est un genre de collemboles de la famille des Isotomidae.

## Liste des espèces
Selon Checklist of the Collembola of the World (version du 31 août 2019) :
- Mucracanthus altaicus Stebaeva, 1976
- Mucracanthus ischimicus Stebaeva, 1984

## Publication originale
- Stebaeva, 1976 : A new genus and species of springtail of the sub-family Anurophorinae (Collembola, Isotomidae) from the Altai foothills. Novye maloizv Vidy Faun, no 10, p. 45-51.